# Produktmodell (Stochastik)
Ein Produktmodell, teilweise auch Produktexperiment ist ein Begriff aus der Stochastik, einem Teilbereich der Mathematik. Ein Produktmodell formalisiert die Vorstellung, dass ein Versuch, beispielsweise ein Münzwurf, beliebig oft unabhängig hintereinander ausgeführt werden kann. In diesem Zusammenhang spricht man auch von dem Produkt von Wahrscheinlichkeitsräumen.

## Definition
Gegeben sei eine endliche oder abzählbar unendliche Indexmenge {\displaystyle I}, also {\displaystyle I=\{1,\dots ,n\}} oder {\displaystyle I=\mathbb {N} }  und für jedes {\displaystyle i\in I} sei ein Wahrscheinlichkeitsraum {\displaystyle (\Omega _{i},{\mathcal {A}}_{i},P_{i})} gegeben. Dabei ist {\displaystyle \Omega _{i}} die Ergebnismenge, {\displaystyle {\mathcal {A}}_{i}} das Ereignissystem, eine σ-Algebra, und {\displaystyle P_{i}} ein Wahrscheinlichkeitsmaß. Dann heißt der Wahrscheinlichkeitsraum
{\displaystyle \left(\prod _{i=1}^{|I|}\Omega _{i},\bigotimes _{i=1}^{|I|}{\mathcal {A}}_{i},\bigotimes _{i=1}^{|I|}P_{i}\right)}
das Produkt der Wahrscheinlichkeitsräume {\displaystyle (\Omega _{i},{\mathcal {A}}_{i},P_{i})} oder einfach ein Produktexperiment oder Produktmodell. Hierbei ist
{\displaystyle \prod _{i=1}^{|I|}\Omega _{i}}
das kartesische Produkt der Ergebnismengen,
{\displaystyle \bigotimes _{i=1}^{|I|}{\mathcal {A}}_{i}}
die Produkt-σ-Algebra der σ-Algebren {\displaystyle {\mathcal {A}}_{i}} und
{\displaystyle \bigotimes _{i=1}^{|I|}P_{i}}
das Produktmaß der Wahrscheinlichkeitsmaße {\displaystyle P_{i}}.

## Beispiele
Es sei {\displaystyle I=\{1,\dots ,5\}} und für jedes {\displaystyle i\in I} ist {\displaystyle \Omega _{i}=\{0,1\},\,{\mathcal {A}}_{i}={\mathcal {P}}(\{0,1\})} und {\displaystyle P_{i}(\{1\})={\tfrac {1}{2}}=P_{i}(\{0\})}. Jedes der Einzelexperimente ist also ein fairer Münzwürf. Das fünffache Produktexperiment ist dann also das fünffache unabhängige Werfen einer Münze, der Produktraum ist dann {\displaystyle \left(\{0,1\}^{5},{\mathcal {P}}(\{0,1\}^{5}),P\right)}, wobei das Wahrscheinlichkeitsmaß definiert ist durch die Gleichverteilung auf {\displaystyle \Omega =\{0,1\}^{5}}, also {\displaystyle P(\{\omega \})={\tfrac {1}{2^{5}}}} für alle {\displaystyle \omega \in \Omega }.

## Eigenschaften und Bemerkungen
- Sind die {\displaystyle (\Omega _{i},{\mathcal {A}}_{i},P_{i})} alle gleich, so schreibt man auch {\displaystyle (\Omega _{i}^{I},{\mathcal {A}}_{i}^{\otimes I},P_{i}^{\otimes I})} für den Produktraum.
- Ist {\displaystyle X_{i}} die Projektion von der {\displaystyle i}-ten Komponente des Produktraumes nach {\displaystyle (\Omega _{i},{\mathcal {A}}_{i})}, so nennt man die Verteilung von {\displaystyle X_{i}} auch eine Marginalverteilung oder eine Randverteilung.

## Existenz
Probleme bei der Konstruktion eines allgemeinen Produktmodells bilden vor allem die Produktmaße. Im Falle von endlich vielen Wiederholungen garantiert der Maßerweiterungssatz von Carathéodory die Existenz. Außerdem gibt es Existenzaussagen für abzählbar unendliche Produkte von endlichen Wahrscheichlichkeitsräumen. Erst der Satz von Andersen-Jessen löst den allgemeinen  Fall für abzählbar oder überabzählbar viele Produkte von Wahrscheinlichkeitsmaßen.

## Verwendung
Produktexperimente finden vielfältige Anwendung in der Statistik und Stochastik. So bilden sie beispielsweise die Basis für die Definition einiger Wahrscheinlichkeitsmaße, die sich als Wartezeitverteilungen definieren lassen wie die geometrische Verteilung. In der Statistik ermöglichen sie das Modellieren von Situationen, in denen Stichproben sukzessive vergrößert werden, um dadurch beispielsweise Aussagen über die Qualität von Schätzern treffen zu können.